# ريكاردو إيكازا
ريكاردو إيكازا مواليد 16 فبراير 1958 في غواياكيل، هو لاعب كرة مضرب إكوادوري سابق بدأ مسيرته كمحترف سنة 1977 وكان يلعب باليد اليمنى، اعتزل اللعب في 1986. أعلى تصنيف له في الفردي كان المركز الـ 45 في سنة 1981. فاز ببطولة تشيلي المفتوحة للزوجي سنة 1980.

## روابط خارجية
- ريكاردو إيكازا على موقع رابطة محترفي التنس (الإنجليزية)
- ريكاردو إيكازا على موقع الاتحاد الدولي لكرة المضرب (الإنجليزية)
- ريكاردو إيكازا على موقع كأس ديفيز (الإنجليزية)
- ريكاردو إيكازا على موقع خلاصة التنس.كوم (الإنجليزية)